# Tallulah Hazekamp Schwab
Tallulah Hazekamp Schwab (Oslo, 8 november 1973) is een Noors-Nederlandse filmregisseuse en scenarioschrijfster, die woonachtig en werkzaam is in Nederland. Zij is vooral bekend door de korte film Het rijexamen, die zij maakte voor de filmserie Kort! in 2005. Eerder regisseerde zij de films Wals en Nachttrein, alsmede verschillende tv-films en documentaires.
Hazekamp Schwab studeerde in 1996 af aan de Nederlandse Film en Televisie Academie in de richtingen Regie/Scenario en Montage. Daarnaast volgde ze een opleiding aan de Toneelschool Amsterdam, richting Regie. Behalve films regisseert ze ook theater.
Ze is een kleindochter van theaterregisseur Pelle Schwab en actrice Nøste Schwab. Haar zus Tzara Tristana is ook regisseuse. Tallulah Hazekamp Schwab is de partner van regisseur Martin Koolhoven.
Haar tv-productie Mimoun werd genomineerd voor een Emmy Award en won de Prix Jeunesse International. Haar tv-serie Taart werd genomineerd voor een Gouden Kalf en wederom voor een Emmy Award.

## Filmografie
- 2024  Mr. K (film)
- 2014: Taart (tv-serie)
- 2014: Dorsvloer vol confetti (film)
- 2013: Mimoun (tv-film)
- 2011: De Eerste Snee (korte film)
- 2006: Blindgangers (tv-film)
- 2005: Het rijexamen (korte film)
- 2003: De man in de linnenkast (korte film)
- 2000: Wals
- 1999: De Kapsalon (tv-film)
- 1997: 78° noord (documentaire)
- 1996: Nachttrein
- 1995: Poppycock (korte film)

## Prijzen en nominaties
- 2016 Nominatie Emmy Award voor Taart
- 2015 Nominatie Gouden Kalf voor Taart
- 2015 Nominatie Kristallen Beer op Filmfestival Berlijn voor Dorsvloer Vol Confetti.
- 2015 Won Best European Debut Film op Zlín International Film Festival met Dorsvloer vol Confetti
- 2014 Nominatie Emmy Award voor Mimoun
- 2014 Winnaar Prix Jeunesse International met Mimoun
- 2013 Stimuleringsprijs Mediafonds
- 2013 Nominatie Banff Television Festival voor Mimoun
- 2013 Won Best Short Film, Lucas - International Festival of Films for Children and Young People met Mimoun
- 2012: Winnaar Norwegian Film Critics' Award voor De Eerste Snee
- 2012: Nominatie Prix des Enfants de la Licorne voor De Eerste Snee
- 2010: Winnaar Beste NTR Kort 2000-2010 (publieksprijs) voor Het Rijexamen
- 1995: Filmnet Award Best Screenplay voor Poppycock.